# Рейнольдс, Дэн
Дэниел Колтер (Дэн) Рейнольдс (англ. Daniel Coulter Reynolds; род. 14 июля 1987, Лас-Вегас, Невада) — американский певец, автор песен, музыкант, мультиинструменталист и музыкальный продюсер, актер. Вокалист и основатель рок-группы Imagine Dragons. Рейнольдс также выпустил EP в 2011 году под названием Egyptian в дуэте с женой Эйжей Волкман. Победитель «премии молодых талантов имени Хэла Дэвида».

## Ранние годы
Дэн — седьмой из девяти детей Кристин М. и Рональда Рейнольдса; родился 14 июля 1987 года в штате Невада. С шести лет играл на фортепиано и других музыкальных инструментах. Рейнольдс обладал большим талантом. Однако о том, чтобы в будущем стать музыкантом, Дэн не задумывался. Он планировал поступить в службу в ФБР. С этой целью Дэниел поступил в колледж. В студенческие годы он со своими друзьями — Эндрю Толманом и Бриттани Толман — создал музыкальную группу. Ребята перепевали песни любимых исполнителей, играли каверы в барах и на вечеринках. Позже стали сочинять собственные песни. Со временем хобби парней переросло в большее, а к группе присоединились новые участники: Уэйн Сермон, Бен Макки и Дэниел Платцман.

## Карьера

### Imagine Dragons (2008)
Дэн Рейнольдс — вокалист, также играет на ударных инструментах, акустической гитаре, пианино и саксофоне.
Imagine Dragons выиграли в «Битве групп» и на других местных соревнованиях. Басист Бен Макки присоединился к группе в Лас-Вегасе. Позже в состав группы также вошёл барабанщик Дэниел Платцман, друг Уэйна по музыкальному колледжу Беркли.
Группа переехала в Лас-Вегас, где к ним и пришёл успех. Когда фронтмен группы Train заболел незадолго до Las Vegas Festival 2010, Imagine Dragons выступили в зале, в котором находилось более чем 26,000 человек. Они стали «Лучшей инди-группой 2010 года» по мнению Las Vegas Weekly и были удостоены премии «Лучшая пластинка 2011 года» от журнала Vegas Seven. В ноябре 2011 года они подписали контракт с Interscope Records и начали работу с продюсером Алексом Да Кидом. В 2014 группа получила премию Грэмми.

### Egyptian (2010)
В 2010 году Дэн Рейнольдс встретился с солисткой американской рок-группы Nico Vega, Эйжей Волкман. Вместе они записали 4 трека (Fade, Colorblind, I’ll wait for you, On Our Own), представленные в альбоме Egyptian.

### Night Visions (2012)
В 2012 году Imagine Dragons выпускают свой первый студийный альбом — Night Visions, которая становится для группы прорывом с главными песнями: Radioactive (1 500 801 598 просмотров клипа в YouTube), Demons (1 157 233 112 просмотров клипа в YouTube), On Top Of The World (337 138 669 просмотров клипа в YouTube), этом клипе мы можем увидеть жену Дэна — Эйжу. It’s Time (585 455 682 просмотров клипа в YouTube).
После выхода альбома, Imagine Dragons стали приглашаться на различные большие фестивали (например, Rock Am Ring)

### Smoke + Mirrors (2015)
Спустя 3 года после выхода первого альбома Imagine Dragons выпускают свой второй студийный альбом — Smoke + Mirrors. Особо популярными песнями этого диска стали Shots, Gold, I’m So Sorry, I Bet My Life, Warriors (песня стала гимном к одному из турниров по League of Legends), Monster, Battle Cry (песня была написана для фильма Transformers Age of Extinction)
Альбом не повторил успеха дебютной пластинки, но, при этом, стал успешным альбомом.

### Sucker For Pain (2016)
Эта песня была написана к фильму Отряд Самоубийц, а исполняли её Imagine Dragons (Дэн Рейнольдс), Wiz Khalifa, Lil Wayne, Logic, X Ambassadors, Ty Dolla $ign.
Sucker For Pain имеет 821 581 497 просмотров на платформе YouTube

### Evolve (2017)
Evolve-третий студийный альбом стал новым ответвлением творчества Imagine Dragons — абсолютно новое звучание, которое никто не ожидал от группы. Эта пластинка сразу же покорила всех, особенно такие песни, как Believer (2 699 524 493 просмотров на YouTube), Thunder (2 167 500 932 просмотров на YouTube), Whatever It Takes (966 758 073 просмотров на YouTube), Walking The Wire (108 124 268 просмотров на YouTube)
А осенью альбом дополнила песня Next To Me, в клипе на которую мы можем увидеть жену Дэна.

### Origins (2018)
Выход новой пластинки всего через год после выхода Evolve стал потрясением для фанатов. Четвёртый студийный альбом вышел 9 ноября 2018 года и фанаты стали ждать новый альбом. Перед самим альбомом вышло 4 сингла, которые ожидали в новом альбоме: Natural (628 586 624 просмотров на YouTube), Zero (Стала синглом для мультфильма Ralph Breaks the Internet, 92 264 936 просмотров на YouTube), Machine (36 361 042 просмотров на YouTube), Bad liar (530 852 821 просмотров на YouTube). 7-8 ноября состоялся концерт Origins Experience в Лас-Вегасе.

### Mercury — Act 1 (2021)
Альбом вышел 3 сентября 2021 года на лейбле KIDinaKORNER/Interscope Records. Исполнительным продюсером альбома стал Рик Рубин.

### Mercury — Act 2 (2022)
В апреле 2022 года Imagine Dragons заявили о скором выходе «второй части» своего пятого альбома. 14 июня было объявлено, что альбом Mercury — Act 2 выйдет 1 июля.

## Религия
Дэн вырос в семье мормонов Церкви Иисуса Христа Святых последних дней (мормоном). В юности Рейнольдс служил 2 года в мормонской миссии, распространяя мормонское Евангелие и помогая людям. Отрицательное отношение к ЛГБТ в его религиозном обществе нашло отражение в дальнейшей жизни молодого человека. Сам Дэн активно поддерживает ЛГБТ-движение, участвует в благотворительных концертах и выступает с радужным флагом в руках. 
В начале карьеры в Imagine Dragons мормонами в группе были: Дэн, Эндрю, Бриттани (бывшие участники коллектива), и Уэйн (гитарист). Молодые люди строго придерживались правил: согласно словам Уэйна Сермона на подкасте Mormon Stories, группа даже не давала концертов по воскресеньям.

## Благотворительность
В 2013 году музыкальной группой был создан «Tyler Robinson Foundation» (в честь фаната, который умер в борьбе с раком), так парни помогают детям с онкозаболеваниями.

## Личная жизнь
5 марта 2011 года женился на Эйже Волкман, у них есть три дочери: Эрроу Ив (родилась 18 августа 2012 года) и близнецы Коко Рей и Джиа Джеймс (родились 30 марта 2017 года) и сын Валентайн (родился 1 октября 2019 года) . 26 апреля 2018 года Рейнольдс объявил, что после семи лет совместной жизни он и Волкман разводятся. Несмотря на разрыв отношений, Дэн и Эйжа появились вместе на красной ковровой дорожке 4 ноября 2018 года. 6 ноября 2018 года во время релиза песни Bad Liar Дэн объявил, что он и Эйжа вновь вместе. При этом, Рейнольдс заявил, что несмотря на разрыв отношений весной, пара не подписывала никаких бумаг, оставаясь таким образом в браке.
19 апреля 2023 Дэн объявил что он и его возлюбленная официально больше не вместе. Инициатором развода стала девушка, подавшая документы после десяти лет брака.

## Дискография
- Egyptian — EP — Egyptian (2011)
- Night Visions (2012) — первый альбом
- «Stranger» — X Ambassadors (2013) — соавтор
- «Nothing Quite Like Home» — G. Love & Special Sauce (2014) — соавтор
- «I Believe (Get Over Yourself)» — Nico Vega (2014) — соавтор, сопродюсер
- Smoke+Mirrors (2015) — второй альбом
- Evolve (2017) — третий альбом
- Origins (2018) — четвёртый альбом
- Mercury — Act 1 (2021) — пятый альбом
- Mercury — Act 2 (2022) — шестой альбом

- Loom (2024) - седьмой альбом

## Награды и номинации
- Hal David Starlight Award (2014)
- Орден «За заслуги» III степени (23 августа 2022 года, Украина) — за значительные личные заслуги в укреплении межгосударственного сотрудничества, поддержку государственного суверенитета и территориальной целостности Украины, весомый вклад в популяризацию Украинского государства в мире[4]